# René Daumal

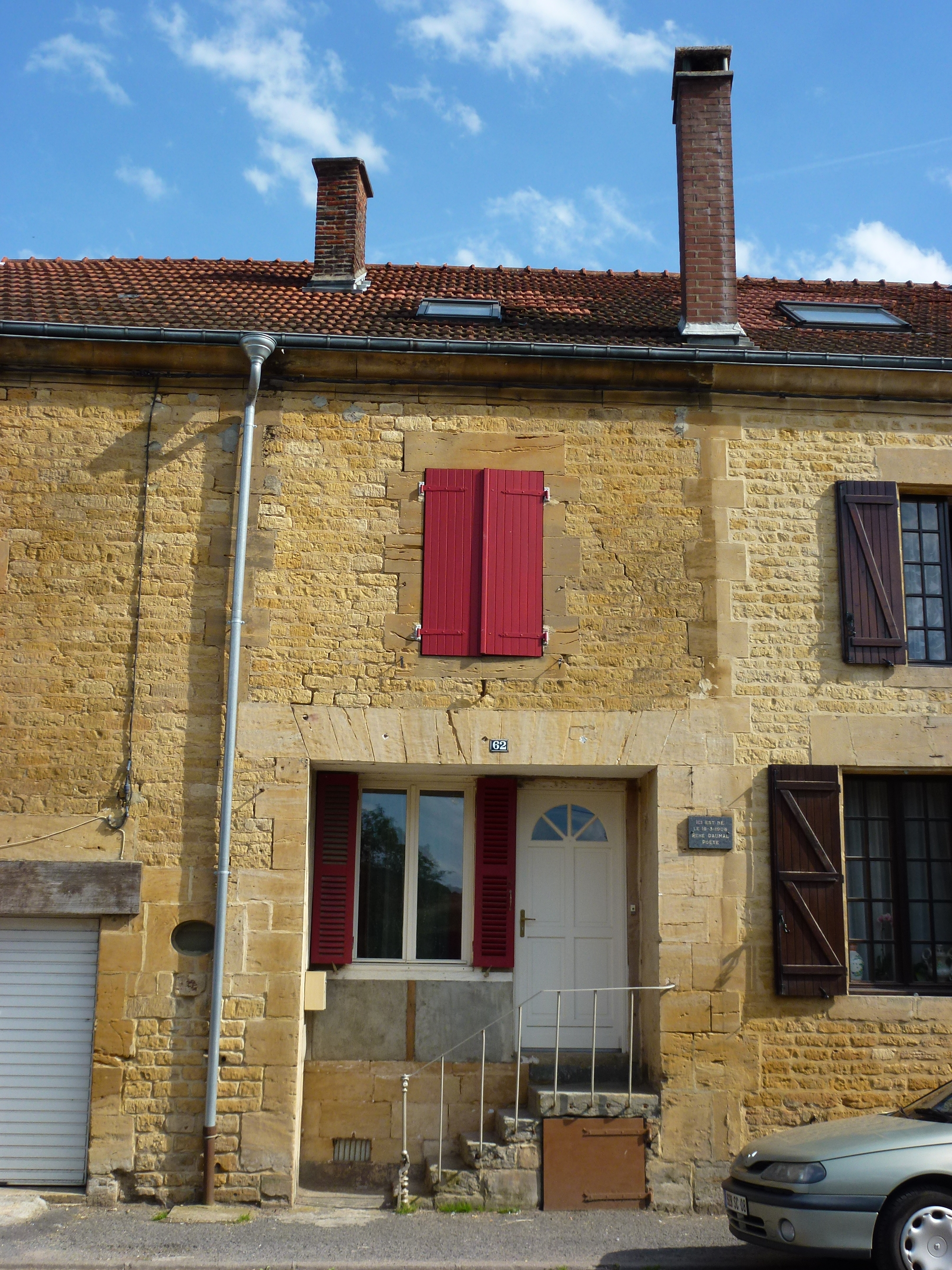
Geburtshaus Daumals in Boulzicourt

René Daumal (* 16. März 1908 in Boulzicourt, Département Ardennes; † 21. Mai 1944 in Paris) war ein französischer Schriftsteller.
Daumal veröffentlichte bereits als Jugendlicher avantgardistische Gedichte in französischen Literaturjournalen. Seit dem Anfang seiner zwanziger Jahre setzte er sich auseinander mit Dadaismus und Surrealismus. Mit Roger Gilbert-Lecomte gründete er die 1928–30 erschienene Literaturzeitschrift Le Grand Jeu.
Er heiratete Vera Milanova, nachdem diese von Hendrik Cramer (1894–1944) geschieden worden war; sie beide gehörten zu der Künstlergruppe Le Grand Jeu. Da Milanova Jüdin war, verließen sie 1940 das von der deutschen Wehrmacht besetzte Paris. In den folgenden Jahren hielten sie sich an mehreren Orten, in den Pyrenäen, in Marseille und zuletzt 1943 in den Alpen auf. Dort hoffte er, an seinem Werk Der Analog weiter schreiben zu können, das er bereits 1939 begonnen hatte, im gleichen Jahr, als er von seiner Tuberkulose-Erkrankung erfahren hatte. Doch die Krankheit war schon so weit fortgeschritten, dass er 1944 im Alter von 36 Jahren verstarb. Er ist auf dem Friedhof Cimetière parisien de Pantin in Pantin bei Paris beigesetzt (85ème division).
Daumal war befreundet mit Alexander von Salzmann und dessen Frau Jeanne de Salzmann, einer bedeutenden Schülerin des Esoterikers Georges I. Gurdjieff. Neben lyrischen und Prosagedichten schrieb er zwei Romane, die von Gurdjieffs Lehre geprägt sind: La Grande Beuverie und Le Mont Analogue. Roman d'aventures alpines, non euclidiennes et symboliquement authentiques. Letzterer erschien posthum und unvollendet erst 1952.

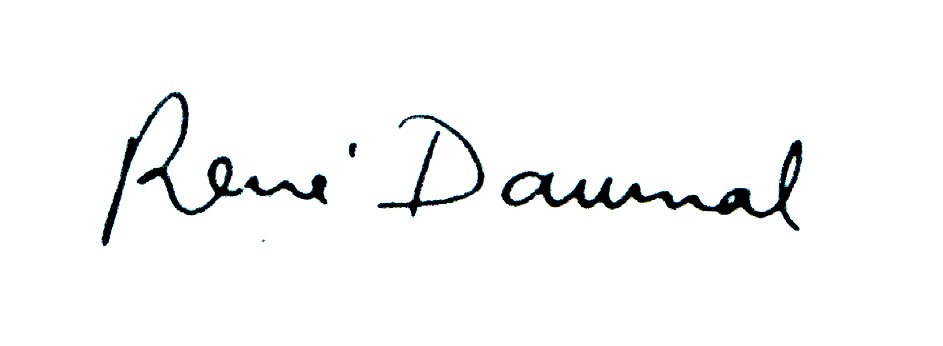
Unterschrift Daumals

Daumal lernte Sanskrit, er übersetzte buddhistische Literatur sowie Werke Ernest Hemingways ins Französische.
Seine Erzählung Le Grand Magicien bildete die Vorlage für Elisabet Gustafssons Film The Great Magician (Den store trollkarlen, 2007). Jem Cohen drehte in Kooperation mit Patti Smith 2008 einen Kurzfilm zum hundertsten Geburtstag Daumals.

## Ausgaben
- Die Rückseite des Kopfes. René Daumal, Pataphysiker und Alpinist [Briefe, Essays, Gedichte]. Übers. v. Maximilian Gilleßen und Stefan Ripplinger. In: Schreibheft. Zeitschrift für Literatur 98 (2022).
- Mugle. Zweisprachige Ausgabe. Übers. Maximilian Gilleßen. Verlag Zero sharp, Berlin 2020.
- Das große Besäufnis. Übers. Brigitte Weidmann. Verlag Zero sharp, Berlin 2018.
- Der Berg Analog. Ein nicht-euklidischer, im symbolischen Verstand authentischer alpinistischer Abenteurroman. Übers. Maximilian Gilleßen. Gestaltung durch Anton Stuckardt, Simon Knebl, Andrea di Serego, Arno Schlipf, Leonie Lude. Verlag Zero sharp, Berlin 2017
- Der Berg Analog. René Daumal. Erschienen im Rosenkreuz Verlag, Neuauflage 2017
- Der Analog. Ein wahrheitsgetreuer Bericht. Auszüge. Übers. Albrecht Fabri. Düsseldorf 1964